# Communauté de communes du Bassin Potassique
Cet article concerne l'ancienne structure intercommunale. Pour le bassin potassique en tant que zone naturelle et d'activité humaine, voir Bassin potassique.
La communauté de communes du Bassin potassique (CCBP) était une communauté de communes française située dans le département du Haut-Rhin et la région Alsace, à l’emplacement du bassin potassique. 

## Histoire
La communauté de communes a été fondée le 1er janvier 1995 et a succédé au SIVOM du Bassin Potassique, créé en juillet 1965 par arrêté préfectoral, et qui comptait 12 communes.
Fin 2003, elle a pris la décision de se dissoudre pour que ses communes membres puissent rejoindre la Communauté d'agglomération Mulhouse Sud-Alsace le 1er janvier 2004 puis la nouvelle organisation intercommunale agrandie en 2010 Mulhouse Alsace Agglomération.
Parmi ses 11 membres, seule la commune de Wittelsheim a décidé de ne pas rejoindre la nouvelle intercommunalité. Mais fin 2011, par décision du préfet du Haut-Rhin, Wittelsheim se voit obligée elle aussi, de s'intégrer à l'organisation intercommunale de la région de Mulhouse.

## Composition
Elle regroupait 11 communes :
| Nom                | Code Insee | Gentilé        | Superficie (km2) | Population (pop. légale 1999) | Densité (hab./km2) |
| ------------------ | ---------- | -------------- | ---------------- | ----------------------------- | ------------------ |
| Wittenheim (siège) | 68376      | Wittenheimois  | 19,01            | 15 026                        | 790                |
| Berrwiller         | 68032      | Berrwillerois  | 7,66             | 1 058                         | 138                |
| Bollwiller         | 68043      | Bollwillerois  | 8,63             | 3 552                         | 411                |
| Feldkirch          | 68088      | Feldkirchois   | 4,21             | 910                           | 216                |
| Kingersheim        | 68166      | Kingersheimois | 6,69             | 11 961                        | 1 787              |
| Pulversheim        | 68258      | Pulversheimois | 8,56             | 2 266                         | 264                |
| Richwiller         | 68270      | Richwillerois  | 5,55             | 3 325                         | 599                |
| Ruelisheim         | 68289      | Ruelisheimois  | 7,27             | 2 657                         | 365                |
| Staffelfelden      | 68321      | Staffelfeldois | 7,42             | 3 553                         | 478                |
| Ungersheim         | 68343      | Ungersheimois  | 13,51            | 1 633                         | 120                |
| Wittelsheim        | 68375      | Wittelsheimois | 23,63            | 10 226                        | 432                |

## Administration

### Siège
Le siège de la communauté de communes était à Wittenheim, 21 rue d'Ensisheim.

### Liste des présidents
| Période | Période | Identité   | Étiquette | Qualité |
| ------- | ------- | ---------- | --------- | --- |
| 1995    | 2003    | Jo Spiegel | PS        | Maire de Kingersheim (1989 → 2020) Conseiller général de Wittenheim (1988 → 2015) Conseiller régional d'Alsace (1986 → 1998) |